# Hilara spiniplatyura
Hilara spiniplatyura är en tvåvingeart som beskrevs av Chvala 2008. Hilara spiniplatyura ingår i släktet Hilara och familjen dansflugor. Inga underarter finns listade i Catalogue of Life.